# Dagmar
Dagmar è un nome proprio di persona femminile usato in diverse lingue, tra cui danese, svedese, norvegese, islandese, tedesco, ceco e slovacco.

## Varianti
- Ipocoristici:
  - Ceco e slovacco: Dáša[1]

### Varianti in altre lingue
- Lettone: Dagmāra
- Lituano: Dagmara
- Polacco: Dagmara[1]

## Origine e diffusione
Si tratta di un nome di origine scandinava, che proviene dal norreno Dagmær, composto da dagr ("giorno", da cui anche Dag, Dagfinn, Dagny e Dagoberto) e mær ("fanciulla"). Secondo altre fonti, sarebbe invece un adattamento scandinavo del nome slavo Dragomira, successivamente reinterpretato.
Questo nome è portato da una donna citata nella Hálfdanar saga Eysteinssonar, e venne adottato da Dagmar di Boemia, la moglie di Valdemaro II di Danimarca, molto amata dai sudditi, al momento del loro matrimonio (il suo nome di battesimo era Markéta, ossia Margherita). Dopo di lei, venne portato da altre due principesse danesi, e fu anche uno dei nomi di battesimo della principessa Luisa, figlia della regina Vittoria, che popolarizzò il nome nel Regno Unito.

## Onomastico
Il nome è adespota, non avendo sante che gli corrispondano. L'onomastico può essere festeggiato il 1º novembre per la festa di Ognissanti. Un onomastico laico è fissato al 27 settembre in Svezia, al 26 novembre in Estonia e al 20 dicembre in Repubblica Ceca.

## Persone

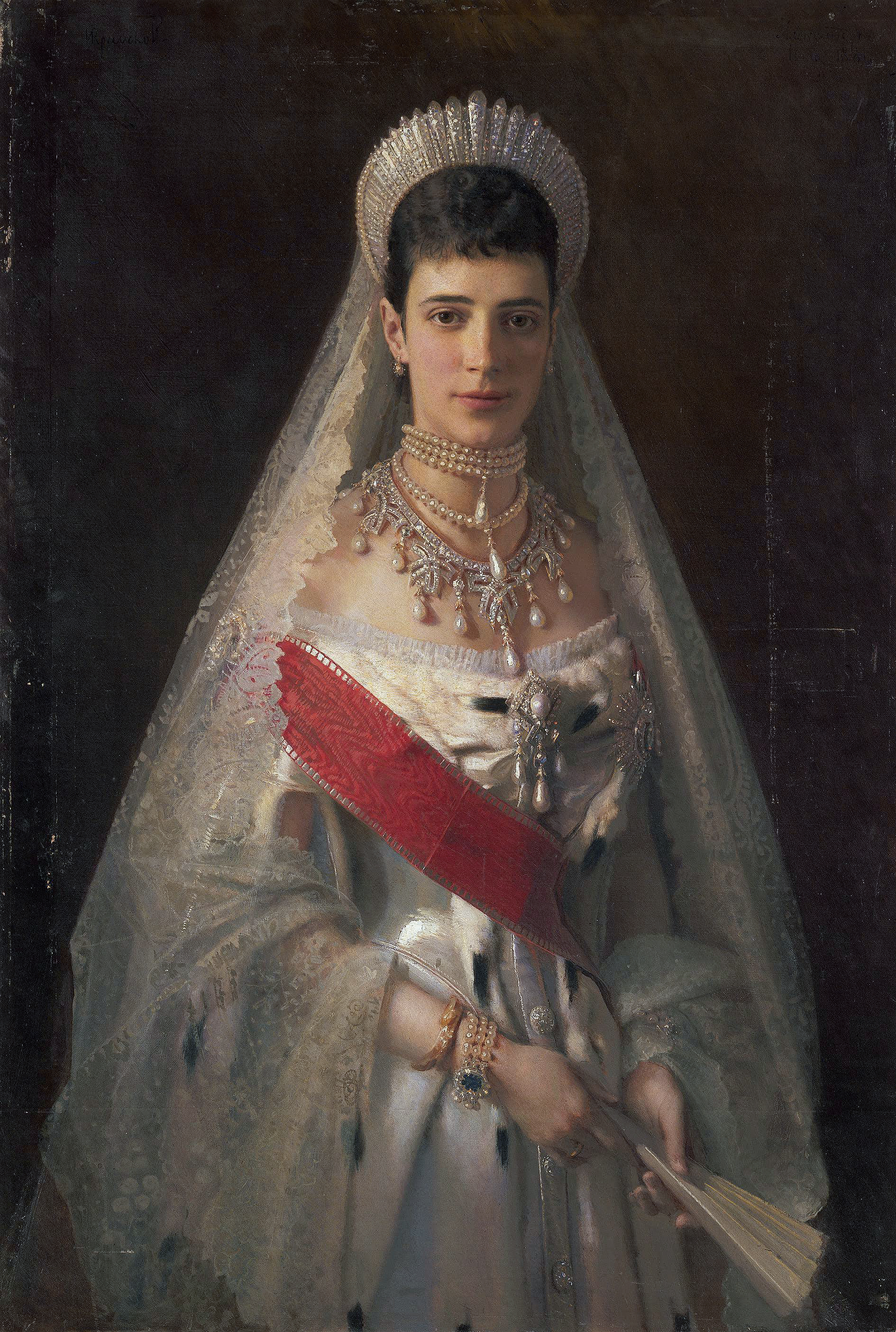
Dagmar di Danimarca

- Dagmar di Boemia, regina consorte di Danimarca
- Dagmar di Danimarca (n. 1847), imperatrice di Russia
- Dagmar di Danimarca (n. 1890), principessa danese
- Dagmar Cronstedt, conduttrice radiofonica svedese
- Dagmar Damková, arbitro di calcio ceco
- Dagmar Ebbesen, attrice e cantante svedese
- Dagmar Godowsky, attrice statunitense
- Dagmar Hase, nuotatrice tedesca
- Dagmar Krause, cantante tedesca
- Dagmar Lassander, attrice tedesca naturalizzata italiana
- Dagmar Mair unter der Eggen, snowboarder italiana
- Dagmar Möller, soprano svedese
- Dagmar Reichardt, letterata tedesca

### Variante Dagmara
- Dagmara Domińczyk, attrice e scrittrice polacca naturalizzata statunitense
- Dagmara Wozniak, schermitrice statunitense

## Il nome nelle arti
- Dagmar è un personaggio del film del 2012 Dagmar - L'anima dei vichinghi, diretto da Roar Uthaug.